# Бэсеску, Елена
Елена Бэсеску (рум. Elena Băsescu; род. 24 апреля 1980, Констанца) — румынский политический деятель, председатель молодёжного крыла Демократической либеральной партии Румынии до 2013, депутат Европарламента с 2009 по 2014 год. Член Народного движения Румынии

## Биография
Родилась 24 апреля 1980 года в Констанце в семье будущего президента Румынии Траяна Бэсеску. С 1999 по 2004 годы обучалась в Университете Джеймс Мэдисон штата Виргиния. По окончании получила степень бакалавра по экономическим и финансовым вопросам. После этого с 2005 по 2007 обучалась в Национальной школе политических и административных исследований в Бухарест после чего получила степень магистра политических наук. Пробовала себя в качестве топ-модели. В 2008 году Моника Якоб Ридзи (рум. Monica Iacob Ridzi), глава молодёжного крыла Демократической либеральной партии Румынии, наняла Бэсеску стажёром при Европейском парламенте. Приступив к работе 1 сентября 2008 года, Бэсэску участвовала в комиссии Европейского парламента, дебатах, изучала делопроизводство и процедуру написания отчётов.
28 мая 2009 года во время предвыборной кампании в Европейский парламент вокруг Бэсэску разгорелся скандал после того, как она была приглашена для участия в телепрограмме «Hard Talk» на канале Antena 2.
Ведущий задал вопрос о её реакции на спорные моменты политики Европейского Союза, к примеру о легализации лёгких наркотиков, в случае избрания в Европейский парламент. На это Елена ответила, что вероятнее всего поддержит легализацию марихуаны. 
Оригинальный текст (рум.)„Eu nu fumez, nu beau cafea, e ceva atât de delicat să-mi dau eu cu părerea despre aşa ceva... atâta vreme cât nu-mi dau seama ce gust are o ţigară. Dar dacă în unele ţări ca Olanda şi ca America aceste droguri sunt permise, marijuana, pentru că am înţeles că nu dau dependenţă... nu e vorba de ecstasy, care am înţeles că-ţi afectează celulele nervoase, şi de cocaină. Se refereau la marijuana. La iarbă. Probabil că voi fi de acord cu această iniţiativă”

На следующий день румынская пресса растиражировали её слова, чем вызвала бурное обсуждение в обществе. После этого Бэсеску выступила с заявлением и опровергла свои предыдущие комментарии, сделав акцент на том, что марихуана не может быть легализирована в Румынии независимо от того оказывает ли этот вид наркотиков негативное влияние на организм или нет.
Несмотря на трудности предвыборной кампании, была избрана в Европейский парламент 14 июля 2009 года как независимый кандидат. За время работы входила в состав трёх делегаций: Делегация для отношений с Израилем (D-IL), Делегация в Комитете парламентского сотрудничества ЕС-Молдова (D-MD) и Делегация по связям с США (D-US).
По состоянию на 2017 год работает в Торгово-промышленной палате Румынии.

### Семья
Муж — Богдан Ионеску. В браке двое детей — София и Траян. В 2016 году пара заявила о разводе. Согласно соглашению сторон Ионеску будет выплачивать алименты в размере 1200 евро ежемесячно, а также все расходы на образование детей.